# Eschweilera amazonicaformis
Eschweilera amazonicaformis é uma espécie de lenhosa da família Lecythidaceae.
Apenas pode ser encontrada no seguinte país: Brasil, no Amazonas, na floresta de matas altas (Floresta de Terra Firme).
Está ameaçada por perda de habitat.